# 랄록시펜
에비스타(Evista) 등의 상품명으로 판매되는 랄록시펜(raloxifene)은 폐경기 이후 여성이나 글루코코르티코이드 사용 중인 환자에서 골다공증을 예방하고 치료하기 위해 사용하는 약물이다. 골다공증 치료용으로서는 비스포스포네이트보다 덜 선호된다. 또한 유방암 고위험군에서 유방암 위험을 감소시키기 위해서도 사용된다. 경구로 투여한다.
흔한 부작용에는 안면홍조, 다리의 쥐, 종창, 관절통 등이 있다. 심각한 부작용에는 혈전 형성이나 뇌졸중이 있다. 임신 중 사용 시 아기에게 유해할 수 있다. 또한 월경 시 증상을 악화시킬 수 있다. 랄록시펜은 선택적 에스트로겐 수용체 조절제(SERM)으로, 에스트로겐 수용체에 대한 혼합 작용제-길항제로 작용한다. 에스트로겐으로서의 효과는 뼈에, 항에스트로겐 효과는 유방과 자궁에 작용한다.
랄록시펜은 미국에서 1997년 사용이 승인되었다. 복제약으로도 이용 가능하다. 2020년 기준 미국에서 1백만 건 이상 처방되어 292번째로 흔히 처방된 약물로 기록되었다.